# ケチャップマニス

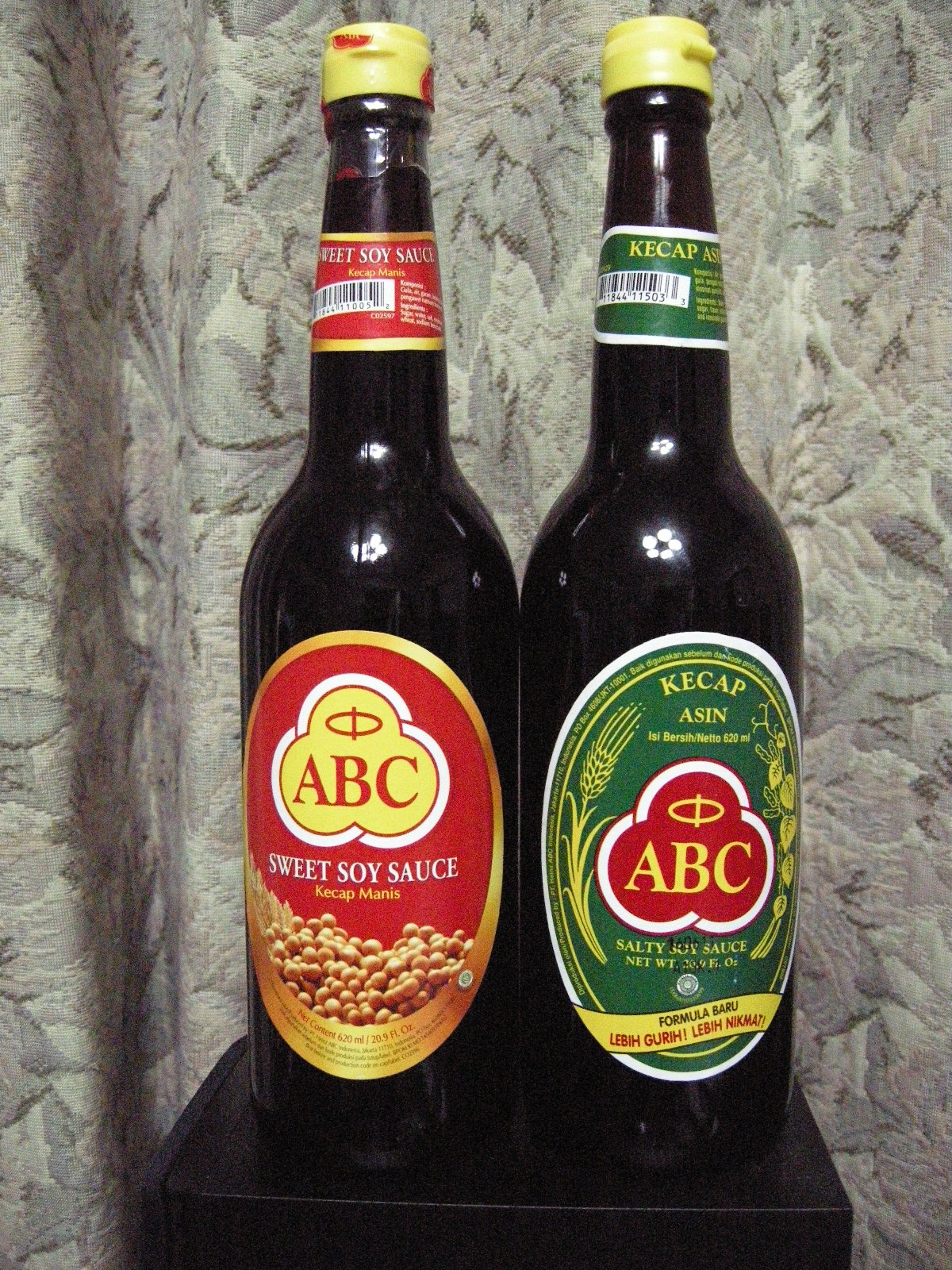
ケチャップマニス（左）とケチャップアシン

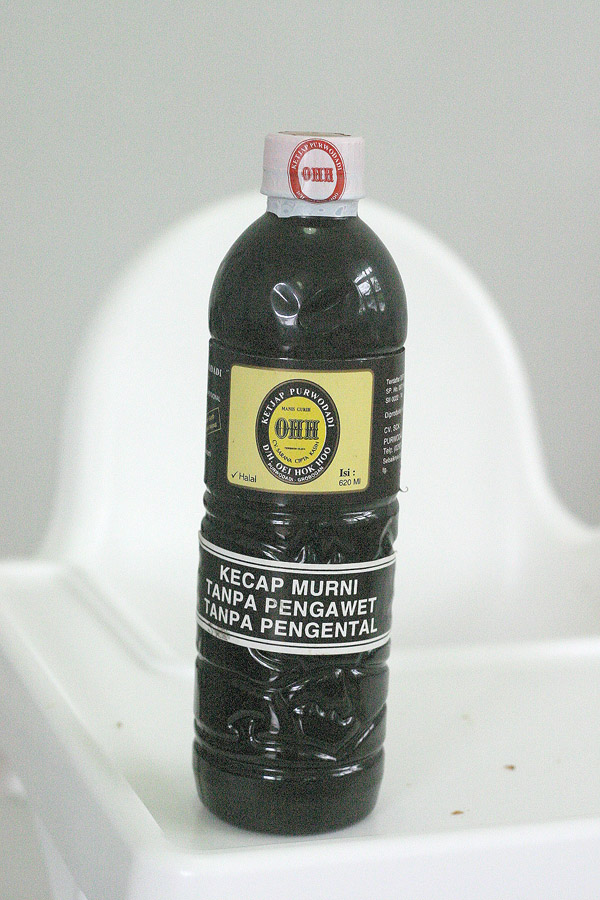
ケチャップマニス

ケチャップマニス（インドネシア語: kecap manis）は、インドネシアの調味料。大豆を原料として発酵させたソイソースであり、黒光りして粘性が高い。
ケチャップはインドネシア語でソース全般を指し、マニスは「甘い」という意味を持ち、添加するパームシュガー由来の特有の甘みがある。塩味はそれほど強くなく、「みたらし団子のタレのような味のバランス」とも形容される。
塩分の高い辛口のケチャップアシン（kecap asin）や中間的なケチャップセダンもあり、こちらはマレー人よりも華人の間で使用されることが多い。近隣のマレーシアのkicap、タイのsee eewと類似しているが、風味は明確に異なるとされる。

## 特徴
同じソイソースである日本の醤油と比較すると、呈味物質であるグルタミン酸の濃度は1/10以下であり、自然発酵のためアミノ酸の組成も大きく異なる。加糖や濃縮のプロセスのため比重は1.2 - 1.4g/cm3とやや高く、pHはやや低い。
パームシュガーを多量に添加しているため、
- 甘味が強く特有の香気が付加される
- ショ糖が還元糖となってメイラード反応が進展し、褐色を呈して独特の香りがある
- 水分活性が低下するため、熱帯でも保存性が高い

という特徴がある。
含まれる有機酸としては乳酸が最も多く、パームシュガー由来のコハク酸、ピログルタミン酸なども含まれる。また、発酵を進める菌株は醤油のようなAspergillus oryzaeではなく、Aspergillus flavus系のものとされる。

## 原料・製法
原料の比率は、一例として下記の通りである。
- 大豆：60kg
- 食塩：30kg
- 水：410L（煮沸用の水を除く）
- パームシュガー：110kg

ここから、最終的に220Lのケチャップマニスが得られる。小麦などの穀類を加えないのが特徴で、製麹までの原料の選び方は豆豉や豆味噌に近い。
大豆は水洗の後、常圧下で2回煮沸して水切りをし、場合によってはここで脱皮も行う。さらに平らなザルなどに広げて半乾燥状態にし、粘調性の高い麹の発生などを防ぐ。麹菌の種付けはせずに自然に発酵させるほか、テンペないしその発酵スターターであるラルを加えるケースもある。2 - 14日ほどかけて外観を観察しながら常温で製麹を進め、豆麹を得る。
これに食塩の全量と水（上記の分量の例では90L）を加え、コンクリート製の水槽や陶器製の壺などに入れてもろみを熟成させる。この時点で水分に対する食塩濃度は20%程度であり、屋外で1 - 3か月天然醸造を進めていく。なお、ここまでのプロセスはタウチョやケチャップアシンとほぼ共通である。
熟成が完了したら井戸水または塩水を加えて煮沸・抽出・濾過を5 - 7回繰り返し、パームシュガーを添加する。最後に加熱・濃縮を行い、瓶詰めして製品となる。

## 使用法
インドネシア料理では加熱調理のほか、卓上で料理にかけるソースとしても用いられる。焼き鳥料理サテのソース、ソトやトンセンのようなスープ類、カンクン・トゥミスなどの炒め物の調味に使われる。特にスムールにはケチャップマニスが欠かせないとされる。

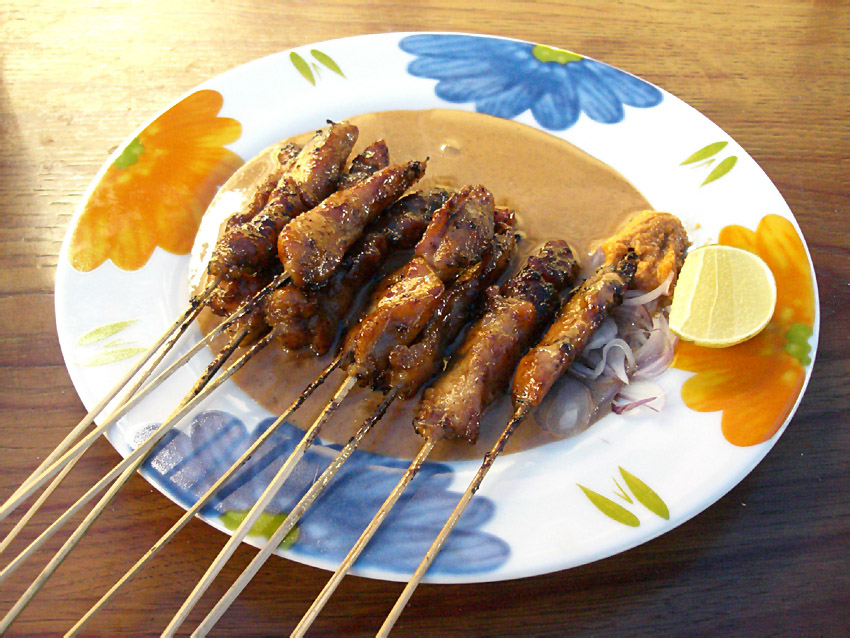
サテー
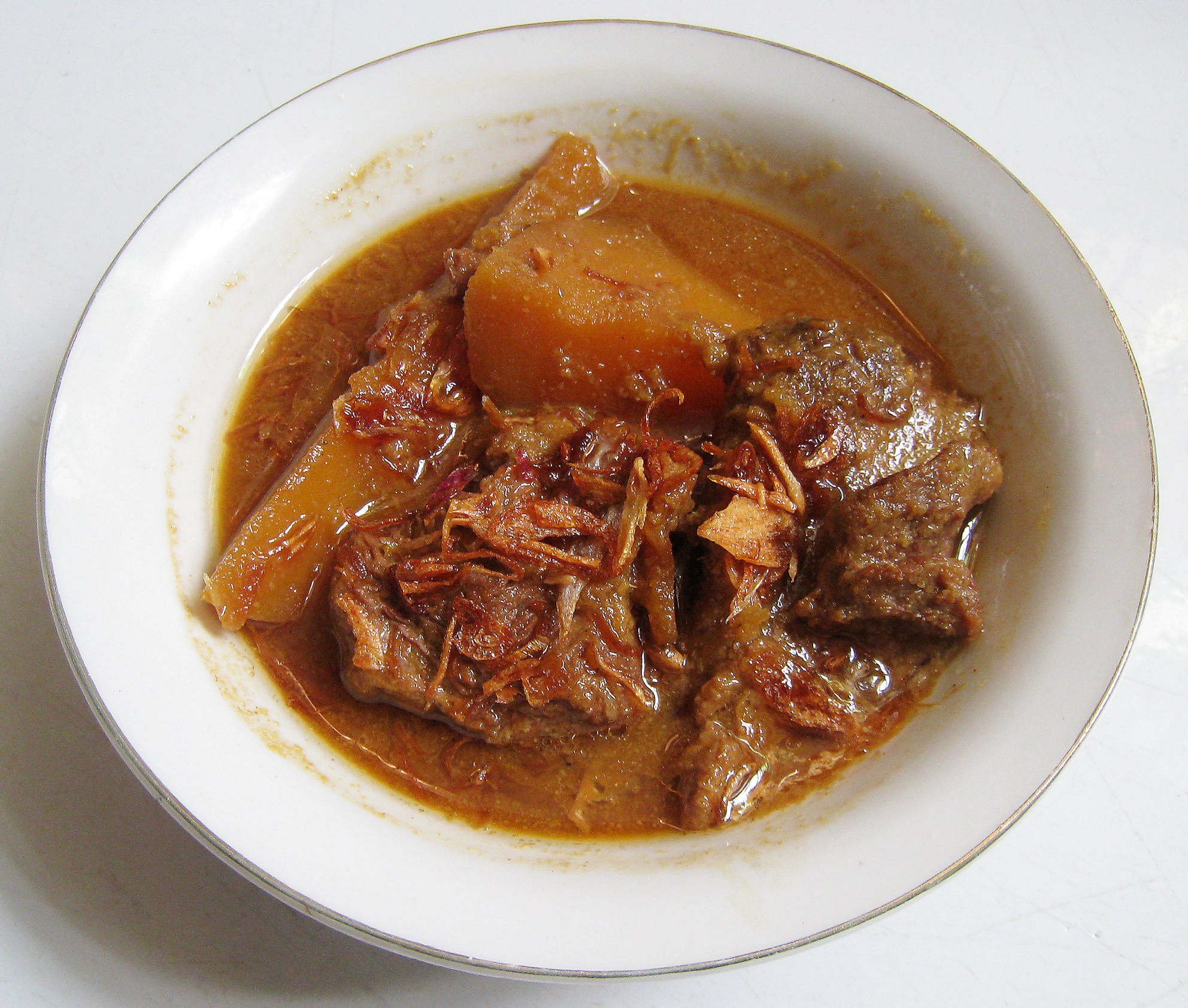
スムール・ダギン（牛肉のシチュー）
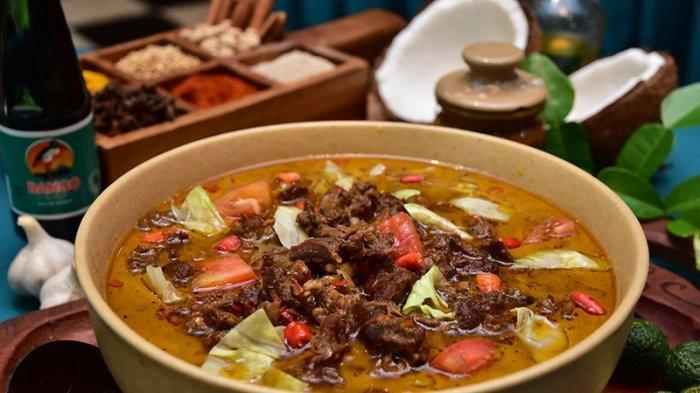
トンセン（ヤギのカレースープ）
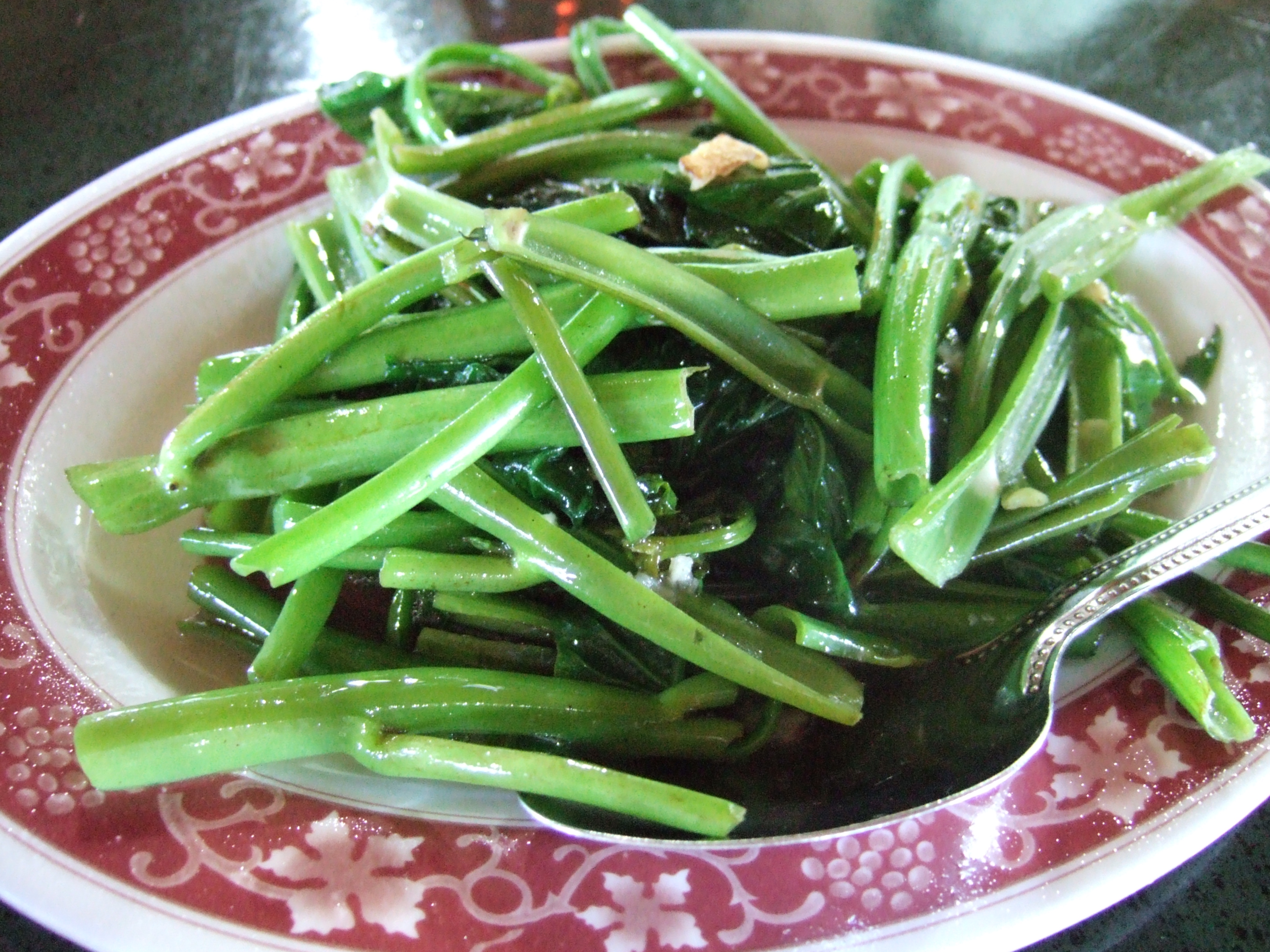
カンクン・トゥミス（空芯菜炒め）

## 歴史と由来
製麹の大豆のみを原料として加塩発酵を進める製法は、6世紀に書かれた中国の『斉民要術』の作豉法と共通している。kecapの語源が厦門の方言で魚醤を意味するke-tsiapの転用とみられること、現代でも製造業者が華人中心であることなどから、中国から大豆発酵の技術などが伝わって作られるようになったと考えられている。
文献では、テンペやブルムなどの発酵食品について言及した1365年の『ナーガラクルターガマ』でケチャップについての記述がないことから、この頃には存在していなかったとみられる。一方で15世紀以降にはジャワ島の中国系居留民が大きく増加しており、ジャワ島やバリ島での大豆栽培が確実視されている18世紀にはケチャップやタウチョの生産が始まっていた可能性が高い。その後、マレー系住民の間に普及する中でパームシュガーが添加されるようになったとみられる。